# Georg Albert Müller
Georg Albert Müller, född 4 november 1803 i Goldapp, konungariket Preussen, död 17 januari 1864 i Tyska S:ta Gertruds församling, Stockholm, var en tysk-svensk dekorationsmålare. 
Han var 1838–1852 dekorationsmålare vid Kungliga teatern i Stockholm, och hans arbeten ansågs ganska goda. År 1854 anlade han Ladugårdslandsteatern (senare Bijou-teatern, Folkteatern och Folkan) i Stockholm, som öppnades hösten 1856. Han var sedan 1845 ledamot av Konstakademien. Bland hans lärjungar märks Paul Emil Richard Roberg. Müller finns representerad vid Nationalmuseum i Stockholm.